# Groppenverwandte
Die Groppenverwandten (Cottales) sind eine Gruppe von Echten Knochenfischen im Rang einer Unterordnung bzw. Teilordnung (und nicht zu verwechseln mit den ihnen übergeordneten Cottoidei (Cottimorpha/Cottiformes)). Diese Fische leben weltweit in kalten Meeren, die Gattung Cottus auch in Süßgewässern der Nordkontinente. Im sibirischen Baikalsee stellen sie einen großen Teil der Fischfauna. Die Groppen des Baikalsees bilden in der traditionellen Systematik eigene Familien, die Baikalgroppen (Cottocomephoridae), die Baikal-Ölfische (Comephoridae) und die Tiefwassergroppen (Abyssocottidae). Sie stehen allerdings phylogenetisch innerhalb der Gattung Cottus.
Traditionell wurden die Groppenverwandten in die Ordnung der „Panzerwangen“ (Scorpaeniformes) gestellt. Es gibt allerdings starke Hinweise auf eine enge Verwandtschaft mit den Aalmutterverwandten (Zoarcoidei), so dass Wiley & Johnson beide Unterordnungen in die Ordnung Cottiformes zusammenführten.

## Merkmale
Zu den Synapomorphien der Cottales zählen vier große Stacheln auf dem Schädel vor dem Kiemendeckel, der Verlust des vierten Pharyngobranchialknochens (oberste Knochen des Kiemenkorbs) und des Keilbeins (Basisphenoid) sowie die demersen (zu Boden sinkenden) Eier. Die Eier der „Panzerwangen“ sind dagegen planktonisch. H. Imamura und M. Yabe geben insgesamt 13 Synapomorphien für die Groppenverwandten an.

## Systematik
In einer aktuellen Systematik werden neun Familien zu den Cottales gestellt:
- Teilordnung Cottales
  - Panzergroppen (Agonidae)
  - Groppen (Cottidae)
  - Seehasen (Cyclopteridae)
  - Jordaniidae
  - Scheibenbäuche (Liparidae)

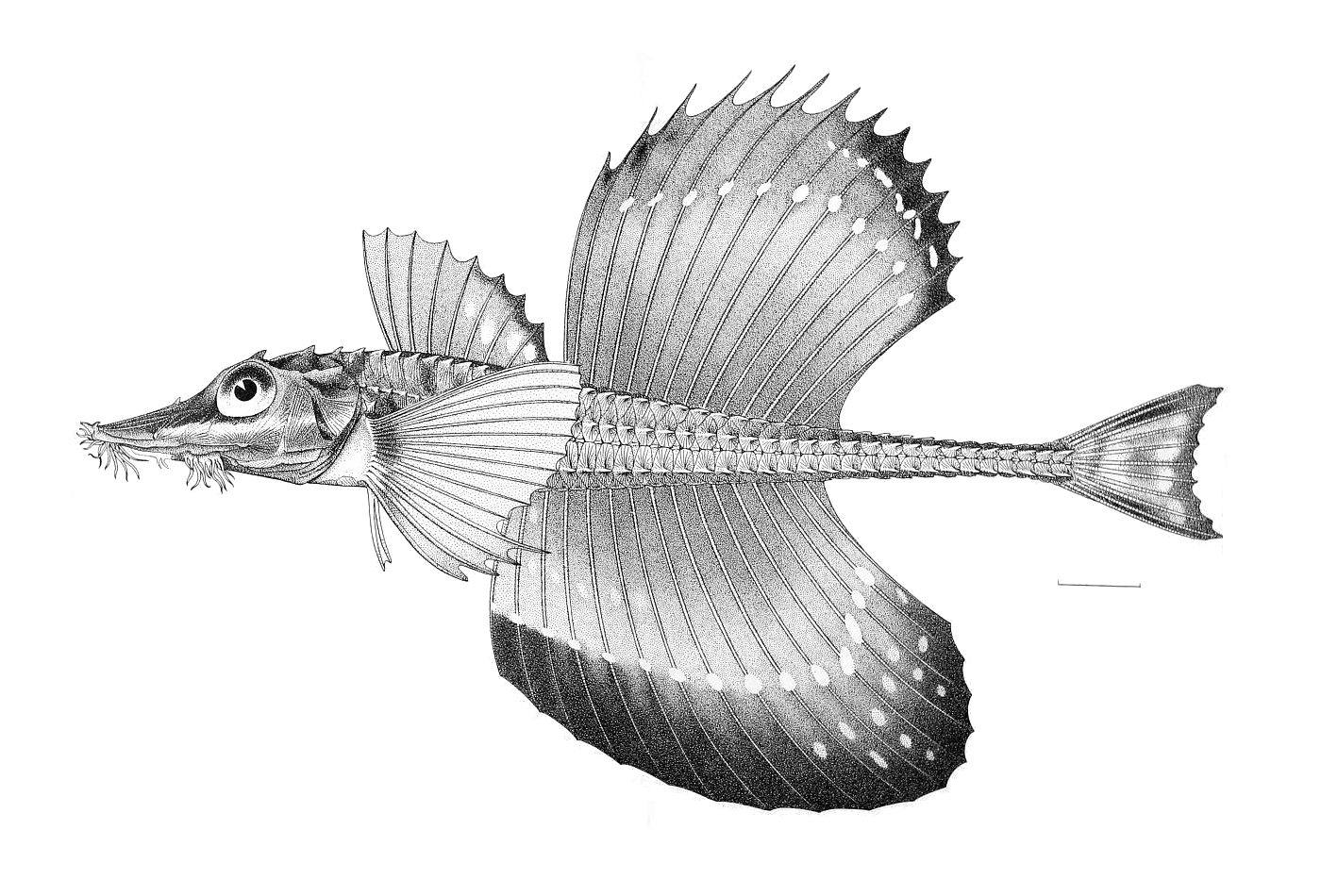
Podothecus sachi

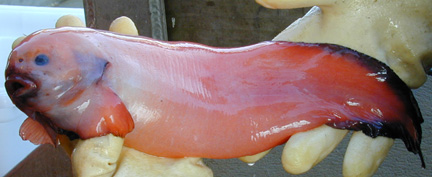
Scheibenbauch, eventuell Elassodiscus tremebundus

  - Dickkopf-Groppen (Psychrolutidae)
  - Rhamphocottidae
  - Scorpaenichthyidae
  - Trichodontidae